# Frank Miklós (orvos)
Frank Miklós (Budapest, Terézváros, 1895. december 26. – Budapest, 1971. április 5.) orvos, belgyógyász, balneológus, az orvostudományok kandidátusa (1960), Frank Miklós katolikus pap apja.

## Élete
Frank Ödön (1859–1941) orvos, higiénikus és Fischer Szeréna gyermekeként született zsidó családban. Tanulmányait a Budapesti Tudományegyetemen végezte, ahol 1918-ban szerezte meg orvosi oklevelét. 1918–1923-ban az I. számú belklinikán tanársegéd volt. Itt a belgyógyászat mellett felkeltette érdeklődését a balneológia, amely ettől kezdve meghatározóvá vált számára. Hamarosan az Országos Balneológiai Egyesület titkára, majd főtitkára lett, s klinikai adjunktus. 1927-ben az Országos Balneológiái Értesítőben programot hirdetett. Többek között fürdőkórház létesítését ajánlotta. 1922-ben kikeresztelkedett a katolikus vallásra. 1930 és 1950 között az Országos Társadalombiztosító Intézet rendelőintézetének belgyógyász főorvosaként, illetve a Margitszigeti Gyógyfürdő főorvosaként működött. A második világháború alatt mint orvoshadnagy a Don-kanyarban teljesített szolgálatot. 1951-ben megalakult a fürdőkórház, az Országos Rheuma és Fürdőügyi Intézet, ahol igazgatóhelyettes és a III. sz. belosztály vezetője lett. 1960-ban a Glaubersós gyógyvízzel végzett ivókúrák jelentősége máj- és epeutak betegségeinek therápiájában című disszertációjával elnyerte a kandidátusi fokozatot. 1966-ban átadta osztályát és az Országos Gyógyfürdőügyi Igazgatóság helyettes igazgatójaként működött, s csak a balneológiával foglalkozott. 1966–67-ben a Balneoklimatológiai Egyesület elnökévé választották.
A Farkasréti temetőben nyugszik.

## Családja
Felesége Pogány Alice (1896–1963) fogorvos volt, akit 1922. augusztus 30-án Budapesten vett nőül. Két fiuk született: Miklós és Adorján.
Testvére dr. Palásthy Ágostonné dr. Frank Lívia (1904–1945) gyermekorvos volt.

## Főbb művei
- A Wassermann-reactiónál és a Sachs-Georgi eljárásnál használt antigenek vizsgálata, különös tekintettel az antigenek cholesterin-tartalmára (Budapest, 1924)
- Vizsgálatok a széklet diastasetartalmának kimutatásáról (Doleschall Frigyessel, Budapest, 1924)
- A Wassermann-féle tuberculosis reactió klinikai jelentősége (Cseh-Szombathy Lászlóval, Budapest, 1926)
- Magyarország fürdőinek, ásványvizeinek, üdülőhelyeinek ismertetése (Kunszt Jánossal, Rausch Zoltánnal, Budapest, 1931)
- Ivókúrák Budapesten (Budapest, 1935)
- A fürdőkórház szerepe a rheumatikus betegségek gyógyításában (Budapest, 1936)
- A tudományos fürdőkutatás problémája (Budapest, 1937)
- Az ásványvizek physikalis-chemiája (Budapest, 1937)
- A margitszigeti Magda-gyógyforrás (Budapest, 1937)
- Magyarország gyógyfürdői (Aujeszky Lászlóval, Papp Ferenccel, Budapest, 1949)
- Magyarország ásványvizei (Papp Ferenccel, Sarló Károllyal, Budapest, 1949)
- Magyarország ásvány- és gyógyvizei (Schulhof Ödönnel, Budapest, 1957)
- Magyarország gyógyfürdői és üdülőhelyei (szerk., Budapest, 1962)

## Díjai, elismerései
- Kiváló orvos (1964)[9]